# Monteiroa
Monteiroa is een geslacht van rechtvleugeligen uit de familie sabelsprinkhanen (Tettigoniidae). De wetenschappelijke naam van dit geslacht is voor het eerst geldig gepubliceerd in 1889 door Karsch.

## Soorten
Het geslacht Monteiroa omvat de volgende soorten:
- Monteiroa latifrons Karsch, 1889
- Monteiroa nigricauda Ragge, 1980